# Villeperdrix
 Villeperdrix  là một xã thuộc tỉnh Drôme trong vùng Auvergne-Rhône-Alpes đông nam nước Pháp. Xã Villeperdrix nằm ở khu vực có độ cao trung bình 475 mét trên mực nước biển.